# Red Rocket
Ne doit pas être confondu avec Rod Rocket.
 (juin 2021).
Si vous disposez d'ouvrages ou d'articles de référence ou si vous connaissez des sites web de qualité traitant du thème abordé ici, merci de compléter l'article en donnant les références utiles à sa vérifiabilité et en les liant à la section « Notes et références ».
Pour plus de détails, voir Fiche technique et Distribution.
Red Rocket est un film américain réalisé par Sean Baker et sorti en 2021.
Le film suit Mikey Saber, une ancienne star du porno, qui revient dans sa ville natale à Texas City. Mais son retour ne sera pas apprécié de toute la communauté. Sans un sou en poche, il est obligé de retourner vivre chez son ex-femme et sa belle-mère et de replonger dans ses combines. Mais la rencontre avec une jeune femme va redonner de l'espoir à Mikey.

## Synopsis
Après une absence de 17 ans, Mikey Saber, un ancien acteur porno, retourne à Texas City, sa ville natale. Gravement meurtri et démuni, Mikey arrive dans la modeste maison partagée par Lexi, son ex-femme, et sa mère Lil. Il les supplie de le laisser rester chez elles. Elles acceptent à contrecœur mais insistent pour qu'il trouve un emploi et accomplisse les tâches ménagères.
Mikey essaie de trouver du travail dans des restaurants et des magasins, mais il n'y parvient pas en raison de longues périodes lacunaires dans son CV. Après que Mikey annonce à des employeurs potentiels qu'il a passé ces années à travailler comme star du porno à Los Angeles, ils refusent de l'embaucher, certains sous prétexte que d'éventuels clients pourraient le reconnaître. Désespéré, Mikey persuade Leondria, une revendeuse de marijuana, de lui rendre son ancien travail de dealer. Leondria et sa fille June soupçonnent que Mikey va tout fumer lui-même, mais après son retour avec les gains des ventes, leur arrangement se poursuit.
Après avoir dormi sur le canapé pendant plusieurs nuits, Mikey recommence à avoir des relations sexuelles avec Lexi. Finalement, celle-ci l'invite à partager sa chambre. Mikey donne à Lexi et Lil un mois de loyer à l'avance et les emmène dans un magasin de donuts pour célébrer cette nouvelle situation. Il rencontre alors Strawberry, une jeune fille de 17 ans travaillant au comptoir. Il tombe immédiatement amoureux d'elle. Il revient la voir et la persuade de le laisser vendre de la marijuana aux ouvriers de la raffinerie qui fréquentent le magasin. Strawberry et Mikey entament bientôt une relation sexuelle.
Mikey se lie d'amitié avec le voisin de Lexi, Lonnie, qui est intrigué par les histoires de Mikey sur sa carrière dans le porno et ses rencontres sexuelles. Ils visitent un club de strip-tease et passent du temps ensemble, mais Mikey s'énerve lorsqu'il découvre que Lonnie prétend être un vétéran de l'armée dans un centre commercial local.
Mikey convainc Strawberry de rompre avec Nash, son petit ami du lycée. Ce dernier et ses parents affrontent Mikey dans le parking du magasin de beignets et le battent. Mikey essaie à plusieurs reprises de persuader Strawberry de partir avec lui à Los Angeles pour entamer une carrière dans la pornographie. Leur relation est de plus en plus fusionnelle, ce qui éloigne Mikey de Lexi. Lorsqu'il disparaît pour un week-end avec Strawberry, Lexi devient méfiante et ils se disputent. Mikey la réprimande et se vante des 3 000 dollars qu'il a gagnés en vendant de la drogue pour le compte de Leondria.
Alors qu'il est dans la voiture de Lonnie, Mikey le fait dévier de sa route sur une bretelle de sortie d'autoroute, créant une collision entre plusieurs véhicules qui entraîne des blessés graves. Mikey et Lonnie fuient les lieux et Mikey supplie Lonnie de cacher son implication dans l'accident. Mikey est anxieux mais Lonnie assume l'entière responsabilité de l'accident lorsqu'il est ensuite arrêté.
Utilisant l'accident comme excuse, Mikey rend visite à Strawberry au travail et lui demande de venir à Los Angeles avec lui et de commencer sa carrière dans le porno. Elle accepte et quitte son travail. Cette nuit-là, Mikey dit à Lexi qu'il part pour la Californie dans la matinée. Lexi et Lil convainquent Leondria d'envoyer June et ses frères saisir les 3 000 dollars que Mikey a gagnés. Lorsque les enfants de Leondria l'affrontent pendant qu'il dort, Mikey se faufile nu par une fenêtre et court chez Leondria pour la supplier de lui rendre son argent.
Leondria donne 200 dollars à Mikey tout en lui disant de quitter Texas City et de ne jamais revenir. Humilié, Mikey part avec son maigre argent et quelques affaires. Après avoir marché toute la nuit jusqu'à la maison de Strawberry, il s'imagine la voir habillée en bikini sur le pas de sa porte.

## Fiche technique
Sauf indication contraire, les informations mentionnées dans cette section peuvent être confirmées par la base de données cinématographiques IMDb,  présente dans la section « Liens externes ».
- Titre français : Red Rocket
- Réalisation : Sean Baker
- Scénario : Sean Baker et Chris Bergoch (en)
- Décors : Stephonik Youth
- Photographie : Drew Daniels
- Montage : Sean Baker
- Costumes : Shih-Ching Tsou
- Casting : Sean Baker
- Supervision musicale : Matthew Hearon-Smith
- Son : John Warrin et Sean Baker
- Montage son : John Warrin et Andrew Hay
- Production déléguée : Alison Cohen, Ben Browning, Glen Basner, Jackie Shenoo et Milan Popelka
- Production associée : Mariela Villa, Erin Yarbrough
- Sociétés de production : FilmNation Entertainment, Cre Film
- Sociétés de distribution : A24 (États-Unis), Le Pacte (France)
- Pays de production :  États-Unis
- Langue originale : anglais
- Format : couleur — 16 mm[1],[2] — 2,35:1
- Genre : comédie dramatique
- Durée : 130 minutes
- Dates de sortie :
  - France : 14 juillet 2021 (Festival de Cannes) ; 2 février 2022 (sortie nationale)
- Classification :
  - France : interdit aux moins de 12 ans avec avertissement

## Distribution
- Simon Rex (VFB : Karim Barras) : Mikey Saber
- Suzanna Son (VFB : Marie Braam) : Strawberry
- Bree Elrod (VFB : Edwige Bailly) : Lexi
- Ethan Darbone (en) (VFB : Frederik Haùgness) : Lonnie
- Brenda Deiss (VFB : Jacqueline Ghaye) : Lil
- Judy Hill (VFB : Célia Torrens) : Leondria
- Marlon Lambert (VFB : Claudio Dos Santos) : Ernesto
- Brittney Rodriguez (en) (VFB : Mélissa Windal) : June
- Shih-Ching Tsou (en) : Mme Phan
- Parker Bigham : Nash
- Brandy Kirl : la mère de Nash
- Dustin « Hitman » Hart : le père de Nash

## Production

### Tournage
Texas City a été choisi durant l'été 2020, alors que le film était encore en préproduction. Dans une interview donnée à Axel Cadieux, Sean Baker explique le choix du lieu de la manière suivante :
Si on cherche sur Google d'où viennent les stars du porno, les trois États cités en premier sont l'Ohio, le Texas et la Floride. Je voulais filmer dans un lieu avec un décor industriel, et plus spécifiquement pétrolier, donc ça a été la côte du Texas. Il n'y avait plus qu'à trouver la ville et ça a été Texas City.
Il explique par la suite qu'un quart du film environ s'est avéré être de l'improvisation. Il encourage ceci, car en tant que monteur, cela lui offre davantage de choix dans les prises.

## Sortie

### Accueil critique
En France, le site Allociné recense une moyenne des critiques presse de 3,6/5.

## Distinctions

### Récompenses
- Festival du cinéma américain de Deauville 2021 : Prix du Jury et Prix de la Critique Internationale[4]
- Film Independent's Spirit Awards 2022 : meilleur acteur pour Simon Rex

### Sélection
- Festival de Cannes 2021 : sélection officielle, en compétition pour la Palme d'or